# الکس پولین
الکس پولین (انگلیسی: Alex Pullin; ۲۰ سپتامبر ۱۹۸۷ – ۸ ژوئیهٔ ۲۰۲۰) اسنوبردسوار اهل استرالیا بود. او قهرمان دو دوره اسنوبردسواری جهان بود و در مسابقات کشوری و بین‌المللی در مجموع برندهٔ ۳ مدال طلا، ۱ مدال نقره، ۱ مدال برنز شده بود.
پولین در ۸ ژوئیه ۲۰۲۰ در هنگام ماهیگیری با نیزه غرق شد و جان خود را از دست داد..
پولین در مسابقات جهانی اسنوبرد در سال‌های ۲۰۱۱ و ۲۰۱۳ موفق به کسب مدال طلا در رشته اسنوبردکراس شد.[۳] او در فصل‌های ۲۰۱۰ و ۲۰۱۲ برنده عنوان کلی مسابقات جام جهانی در این رشته شد.[۴]
پولین در سه دوره بازی‌های المپیک زمستانی representing Australia حضور داشت. در المپیک زمستانی ۲۰۱۰ در ونکوور شرکت کرد و در مرحله یک‌هشتم نهایی حذف شد.[۵] در المپیک زمستانی ۲۰۱۴ در سوچی به عنوان پرچمدار تیم استرالیا انتخاب شد[۶] و در نهایت به مقام ششم دست یافت.[۷] در المپیک زمستانی ۲۰۱۸ در پیونگ‌چانگ نیز در مرحله یک‌چهارم نهایی حذف شد.[۸]

## زندگی شخصی و درگذشت
پولین در ۸ ژوئیه ۲۰۲0 در حین ماهیگیری با نیزه در سواحل گلد کوست کوئینزلند دچار حادثه شد و درگذشت.[۹] بررسی‌ها نشان داد که مرگ او بر اثر غرق‌شدگی رخ داده است.[۱۰]

## نتایج competitive

### بازی‌های المپیک زمستانی
| سال  | مکان      | نتیجه |
| ۲۰۱۰ | ونکوور    | ۱۷ام  |
| ۲۰۱۴ | سوچی      | ۶ام   |
| ۲۰۱۸ | پیونگ‌چانگ | ۱۶ام  |

### مسابقات جهانی اسنوبرد
| سال  | مکان       | نتیجه       |
| ۲۰۱۱ | لیمون-پیلس | {{{1}}} ۱ام |
| ۲۰۱۳ | استون، کبک | {{{1}}} ۱ام |
| ۲۰۱۵ | کریشبرگ    | ۵ام         |
| ۲۰۱۷ | سیرا نوادا | ۴ام         |